# Білютуй
Білюту́й (рос. Билютуй) — село у складі Киринського району Забайкальського краю, Росія. Адміністративний центр Білютуйського сільського поселення.

## Населення
Населення — 643 особи (2010; 789 у 2002).
Національний склад (станом на 2002 рік):
- росіяни — 100 %